# Notyst (jezioro)
Notyst lub Jezioro Mierzejewskie – jezioro w Polsce, w województwie warmińsko-mazurskim, w powiecie mrągowskim, w gminie Mrągowo.

## Położenie i charakterystyka
Jezioro leży na Pojezierzu Mrągowskim, w mezoregionie Wielkich Jezior Mazurskich, w dorzeczu Pisa–Narew–Wisła. Znajduje się około 15 km w kierunku północno-wschodnim od Mrągowa. Nad wschodnim brzegiem położona jest wieś Notyst Wielki, w pobliżu północno-zachodnich krańców leży Mierzejewo, a na południowy zachód od akwenu – Notyst Mały. Od strony północno-zachodniej do jeziora wpływają pięciorzędowe cieki wodne: Sądry i Mierzejewo. Przez jezioro przepływa także czwartorzędowy ciek wodny Użranki o łącznej długości 8,267 km, który wpada od południa, a następnie kieruje wody na wschód do Jeziora Ryńskiego. Powierzchnia zlewni akwenu wynosi 46,5 km².
Zbiornik wodny o nierozwiniętej linii brzegowej, leży w otoczeniu pól i łąk, na wschodzie – lasu. Brzegi zróżnicowane, niektóre wysokie i strome. W części zachodniej jeziora znajduje się wyspa o powierzchni 0,3 ha.
Zgodnie z typologią abiotyczną zbiornik wodny został sklasyfikowany jako jezioro o wysokiej zawartości wapnia, o dużym wypływie zlewni, stratyfikowane, leżące na obszarze Nizin Wschodniobałtycko-Białoruskich (6a). W systemie gospodarki wodnej jest jednolitą częścią wód powierzchniowych Notyst o kodzie LW30165 i podlega Regionalnemu Zarządowi Gospodarki Wodnej w Warszawie, leżąc w regionie wodnym Środkowej Wisły.
Jezioro leży na terenie obwodu rybackiego jeziora Notyst w zlewni rzeki Pisa – nr 24. Znajduje się na terenie Obszaru Chronionego Krajobrazu Krainy Wielkich Jezior Mazurskich o łącznej powierzchni 85 527,0 ha.
Przed 1950 jezioro nosiło niemiecką nazwę: Notister See.

## Morfometria
Według danych Instytutu Rybactwa Śródlądowego powierzchnia zwierciadła wody jeziora wynosi 150,7 ha. Średnia głębokość zbiornika wodnego to 9,5 m, a maksymalna – 19,1 m. Lustro wody znajduje się na wysokości 120,7 m n.p.m. Objętość jeziora wynosi 14328,7 tys. m³. Maksymalna długość jeziora to 2100 m, a szerokość 950 m. Długość linii brzegowej wynosi 5230 m.
Inne dane uzyskano natomiast poprzez planimetrię jeziora na mapach w skali 1:50 000 według Państwowego Układu Współrzędnych 1965, zgodnie z poziomem odniesienia Kronsztadt. Otrzymana w ten sposób powierzchnia zbiornika wodnego to 144,5 ha.

## Przyroda
W skład pogłowia występujących ryb wchodzą m.in. szczupak, lin, płoć, węgorz, leszcz i miętus. Roślinność przybrzeżna nierozwinięta, gęstsza jedynie w części północno-zachodniej jeziora oraz wokół wyspy. Dominuje trzcina, ale występuje także pałka wąskolistna i sitowie. Wśród ubogiej roślinności zanurzonej przeważa moczarka, rdestnica pływająca i jaskier.
Zgodnie z badaniem z 1998 roku przyznano akwenowi II klasę czystości.